# Caralampo
San Caralampo (... – Magnesia al Meandro, 10 febbraio 203) fu un cristiano martirizzato all'epoca di Settimio Severo.

## Agiografia

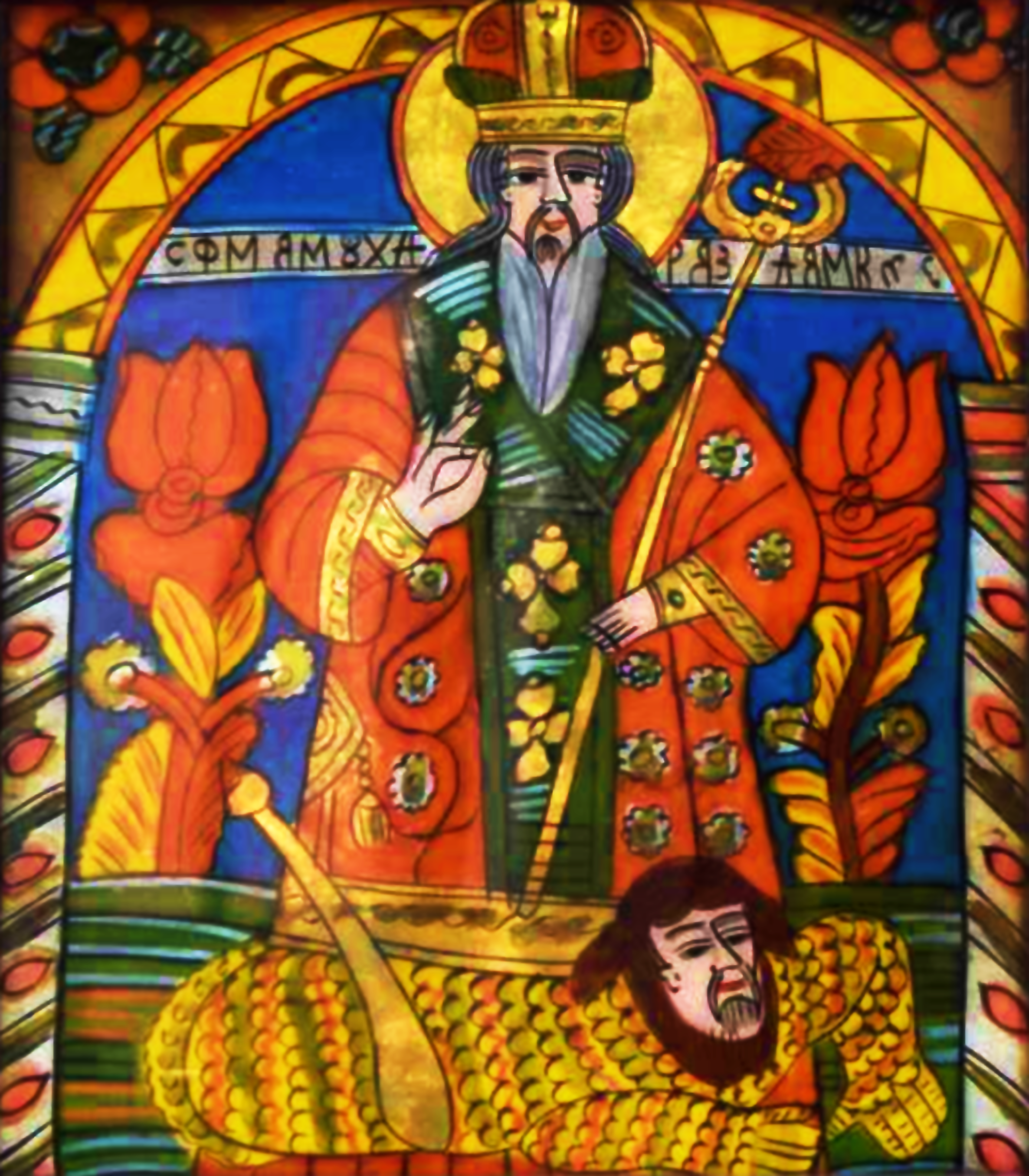
"San Caralampo distrugge la piaga", icona transilvana ottocentesca

Secondo la passio descritta nei menei greci, Caralampo era un anziano sacerdote, che venne fatto arrestare da Luciano, prefetto di Magnesia al Meandro, e sottoposto a tortura con uncini di ferro; le mani di Luciano, che aiutava i torturatori, caddero inerti durante il supplizio, e vennero guarite da Caralampo. Visto ciò, due littori, Porfirio e Bapto (o Daucto in alcune versioni), si convertirono e si professarono a loro volta cristiani, così Luciano fece decapitare tutti e tre.

## Versioni e culto
Della passio di san Caralampo esistono sei versioni, cinque greche e una georgiana, con alcune variazioni; ad esempio, nel menologio di Basilio II e nel Sinassario Costantinopolitano, il nome del secondo littore è Daucto, non Bapto, mentre altri due sinassari riportati da Delehaye (uno di Patmos e uno di Gerusalemme), aggiunge al terzetto un altro martire di nome Teoctisto, e in altre versioni ancora, del gruppo, fanno parte anche tre martiri donne senza nome; infine, in alcune versioni il luogo del martirio sarebbe Antiochia di Pisidia.
Il dies Natalis di san Caralampo è posto al 10 febbraio dal martirologio di Usuardo; il suo teschio è conservato nel monastero di Santo Stefano a Meteora